# Котон, Михаил Михайлович
Михаил Михайлович Котон (29 декабря 1908 года, Петергоф, Российская империя — 27 июля 2005 года) — советский и российский химик-органик, директор Института высокомолекулярных соединений АН СССР (1960-1987), член-корреспондент АН СССР (1960), член-корреспондент РАН (1992).

## Биография
Родился 29 декабря 1908 года в Новом Петергофе .
В 1935 году — окончил Ленинградский университет, затем работал в различных ленинградских НИИ: Химический институт АН СССР (1928—1934), Государственный институт высоких давлений (1934—1936), Педиатрический медицинский институт (1936—1949), Физико-технический институт АН СССР (1949—1952).
В период Великой Отечественной войны был начальником Городской лаборатории МПВО первого разряда в Ленинграде, выполнял ряд заданий Ленфронта, участвовал в восстановлении города.
В 1945 году — защитил докторскую диссертацию.
С 1952 года — работал в Институте высокомолекулярных соединений АН СССР, с 1960 по 1987 годы — директор института.
В 1960 году — избран членом-корреспондентом АН СССР, в 1992 году — стал членом-корреспондентом РАН.
Умер 27 июля 2005 года.

## Научная деятельность
Специалист в области органической химии и химии высокомолекулярных соединений
Основные вехи научных изысканий, которые вел в области химии металлоорганических соединений и полимеров:
- в период с 1931 по 1935 годы — совместно с Г. А. Разуваевым открыл способ генерирования свободных алифатических радикалов разложением металлоалкилов;
- в 1939 году — наряду с К. А. Андриановым показал возможность использования кремнийорганических соединений, содержащих кислород, для синтеза полимеров с цепями гетероатомного характера — Si-О-Si;
- в 1947 году — открыл реакцию меркурирования ароматических соединений;
- 1956 году — разработал методы синтеза полимеров аллиловых эфиров ди- и поликарбоновых кислот, гетероциклических азотсодержащих полимеров (1959), полимеров К-карбоксифенилметакриламидов (1959);
- в 1960 году — получил высокомолекулярные металлоорганические соединения, в частности ртутьорганические;
- в 1962 году — осуществил низкотемпературную полимеризацию акролеина и а-метилакролеина, получив лестничные структуры;
- изучал реакционную способность органических производных ртути, свинца, олова, висмута, мышьяка, сурьмы, кремния.

Совместно с В. Н. Цветковым основал научную школу по химии и физике жесткоцепных полимеров.
Автор двух монографий, свыше 600 научных работ и свыше 90 авторских свидетельств СССР и патентов РФ.
Под его руководством защищено более 50 кандидатских и докторских диссертаций.
В течение ряда лет был заместителем председателя Ленинградского правления Всесоюзного химического общества им. Д. И. Менделеева, дважды избирался депутатом Ленгорсовета.

## Награды
- Орден Ленина
- Орден Октябрьской революции
- Медаль «За оборону Ленинграда»
- Медаль «За доблестный труд в Великой Отечественной войне 1941—1945 гг.»
- Благодарность Президента Российской Федерации (1999)[4]
- Знак «Отличник здравоохранения»